# المدرسة البريطانية الدولية الخبر
المدرسة البريطانية الدولية الخبر هي مدرسة دولية بريطانية في الخبر بالمملكة العربية السعودية. افتتحت في عام 1977. تخدم الطلاب الذين تتراوح أعمارهم ما بين 3 سنوات و18 سنة.
في عام 2015 تضم المدرسة 723 طالب وطالبة من 50 دولة حول العالم.